# Everglades

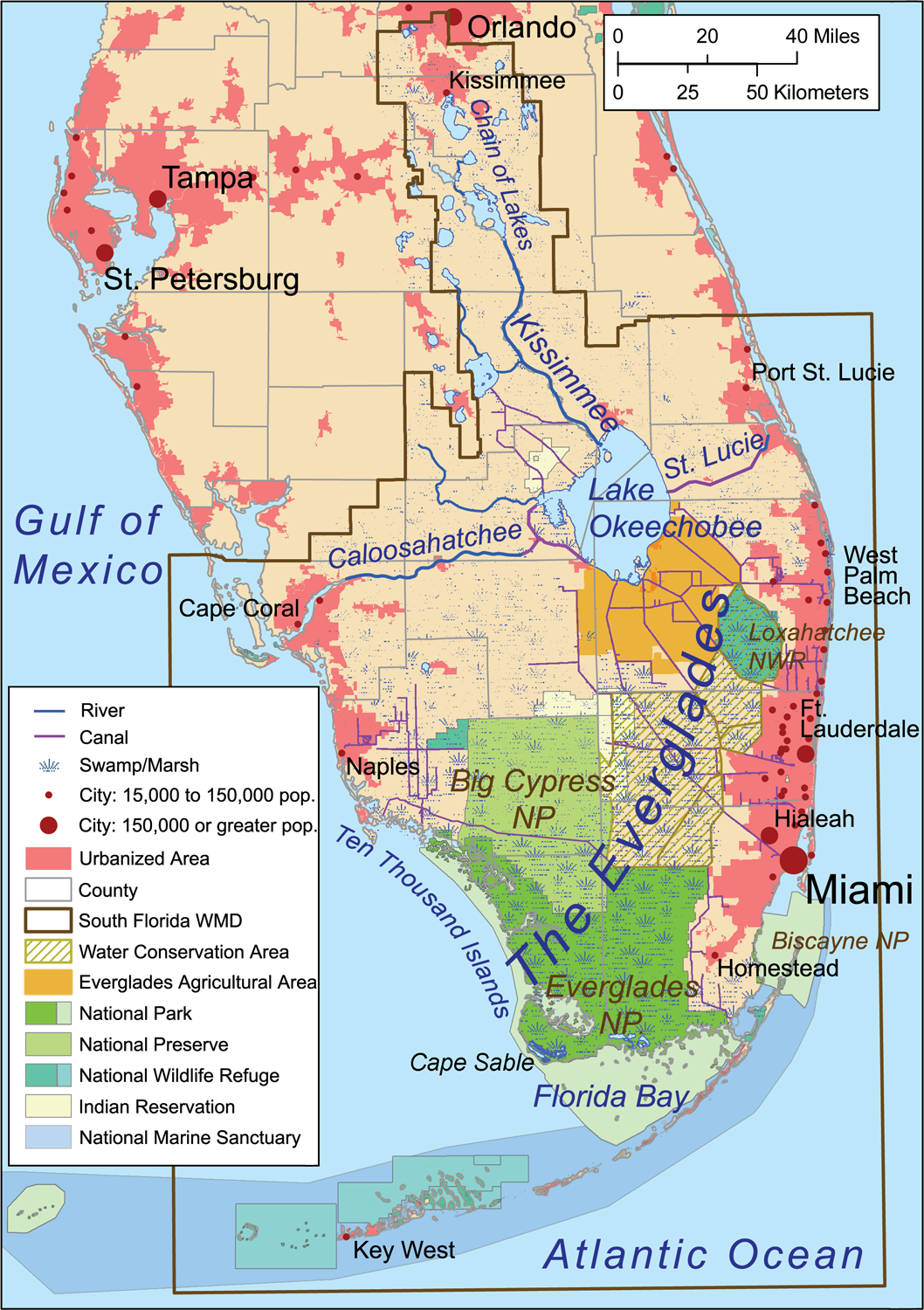
Everglades na mapie południowej Florydy

Everglades – region ekologiczny na południowym krańcu półwyspu Floryda (stan Floryda) w Stanach Zjednoczonych, rozciągający się od jeziora Okeechobee na północy po Zatokę Florydzką na południu, na zachód od obszaru metropolitalnego Miami. Obejmuje równinny, zajęty przez mokradła obszar o powierzchni 10–20 tys. km². W jego obrębie znajduje się Park Narodowy Everglades (6105 km²), wpisany na listę światowego dziedzictwa UNESCO.

## Warunki naturalne
Jest to obszar o podłożu wapienno-marglowym, pokryty przez gleby bagienne, a miejscami piaszczyste. Rozległe mokradła porośnięte są w dużej mierze przez szuwary, zdominowane przez kłoć Cladium jamaicense, osiągającą wysokość od 1 do 3 m. Krajobraz urozmaicony jest przez niewielkie wzniesienia porośnięte drzewami. Najwyższe z nich osiągają tu ok. 15 m wysokości (Lysiloma latisiliqua i Bursera simaruba), niższe są korzybiel biały Canella winterana i Eugenia axillaris. W podszycie częste są Psychotria undata i Randia aculeata, a na obrzeżach zadrzewień dominują: Metopium toxiferum, akacja Farnesa Acacia farnesiana, Hamelia patens, Bourreria radula, Serenoa repens i Genipa clusiifolia. Niektóre wzniesienia tworzą wydmy. W niektórych częściach regionu występują bagienne lasy cypryśnikowe (cypryśnik błotny Taxodium distichum, cypryśnik wzniesiony Taxodium ascendens). Na wschodzie znajdują się pozostałości dawniej rozległego lasu sosnowego (odmiana sosny Elliotta Pinus elliottii var. densa). Wzdłuż wybrzeża występują lasy namorzynowe. Wysokość terenu nie przekracza 8 m n.p.m.
Everglades znajduje się w strefie klimatów zwrotnikowych i podzwrotnikowych. Średnie miesięczne temperatury wynoszą od 17 °C do 28 °C. Przymrozki występują bardzo sporadycznie. Roczna suma opadów waha się od 1000 do 1650 mm, z czego większość przypada na okres od maja do października. Wówczas to obszar Everglades niemal w całości pokrywa płytka warstwa wody; poziom wód opada w porze suchej przypadającej na pozostałą część roku.
Obszar ten jest siedliskiem dla ponad 350 gatunków ptaków (m.in. czaple, ibisy, dławigady amerykańskie, warzęchy różowe, rybitwy, sieweczki, chruściele, bekasy, sowy, jastrzębie, rybołowy oraz wiele rodzajów ptaków śpiewających). Występują tu aligatory amerykańskie i krokodyle amerykańskie, rysie rude, pumy wschodnie, mulaki białoogonowe, wydraki kanadyjskie, urocjony wirginijskie, liczne gatunku węży, jaszczurek, ryb łownych oraz żółwi morskich i lądowych, na wodach przybrzeżnych – manaty.

## Działalność człowieka
Rdzenni Amerykanie wykorzystywali obszar Everglades jako tereny łowieckie oraz prowadzili tu połów ryb. Osadnictwo było mocno ograniczone. W XVI wieku, gdy dotarli tu pierwsi Europejczycy, tereny wzdłuż wybrzeża zamieszkane były przez indiańskie plemiona Calusa i Tequesta. Konflikty zbrojne z europejskimi przybyszami oraz przywleczone przez nich choroby doprowadziły do zaniknięcia obu tych plemion na tym obszarze do końca XVIII wieku. Mokradła Everglades pozostawały poza zainteresowaniem Europejczyków, co pozwoliło na osadzenie się tu Seminoli, którzy zagospodarowali wyżej położone tereny rolniczo, prowadząc uprawę kukurydzy, fasoli, melonów, dyni. Większość zmuszona została do opuszczenia tego obszaru w następstwie II wojny seminolskiej (1835–1842). Pozostała tu niewielka grupa Indian Miccosukee, którzy zamieszkują tu do czasów obecnych.
W XIX wieku nastąpiło wzmożenie polowań na ptactwo (w szczególności czaple), z których pozyskiwano pióra, oraz aligatory, dla ich skór, doprowadzając do znacznego zmniejszenia populacji tych zwierząt. Polowania na ptactwo zostały ograniczone prawnie na początku XX wieku, a na aligatory w latach 60. tegoż wieku. Również w XIX wieku zapoczątkowano proces osuszenia terenów w celach rolniczych oraz regulacji przepływu wód, poprzez budowę grobli, rowów i kanałów, co miało na celu ograniczenie zagrożenia powodziowego oraz utworzenie ujęć wody. Zniszczona w ten sposób została blisko połowa pierwotnego obszaru Everglades. W 1934 roku został zatwierdzony, a w 1947 roku utworzony Park Narodowy Everglades, obejmujący południowo-zachodnią część regionu, na przestrzeni lat kilkakrotnie powiększany. W 1976 roku wyznaczony został przez UNESCO na rezerwat biosfery, a w 1979 roku umieszczony na liście światowego dziedzictwa.

## Galeria

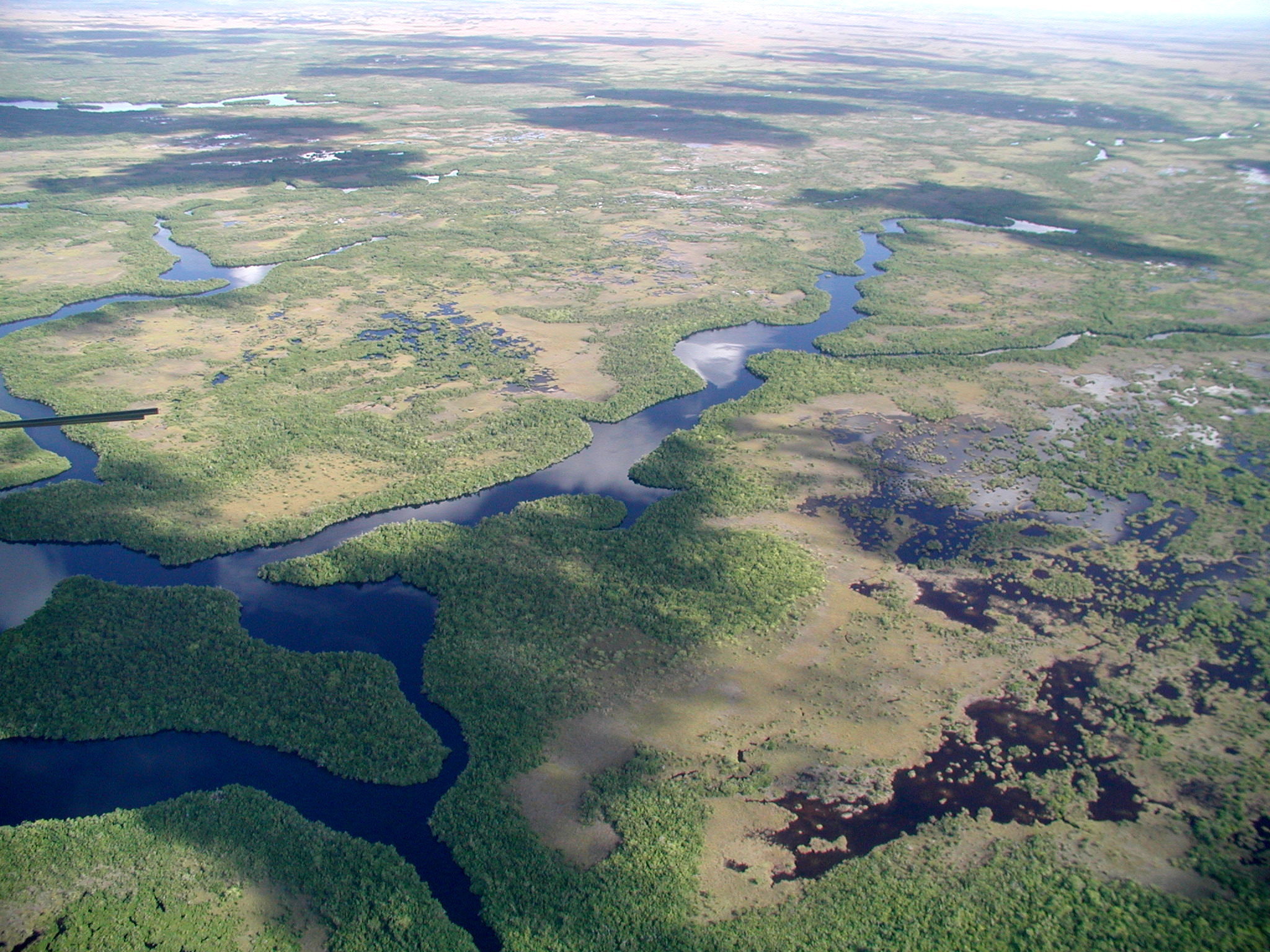
Krajobraz Everglades z lotu ptaka
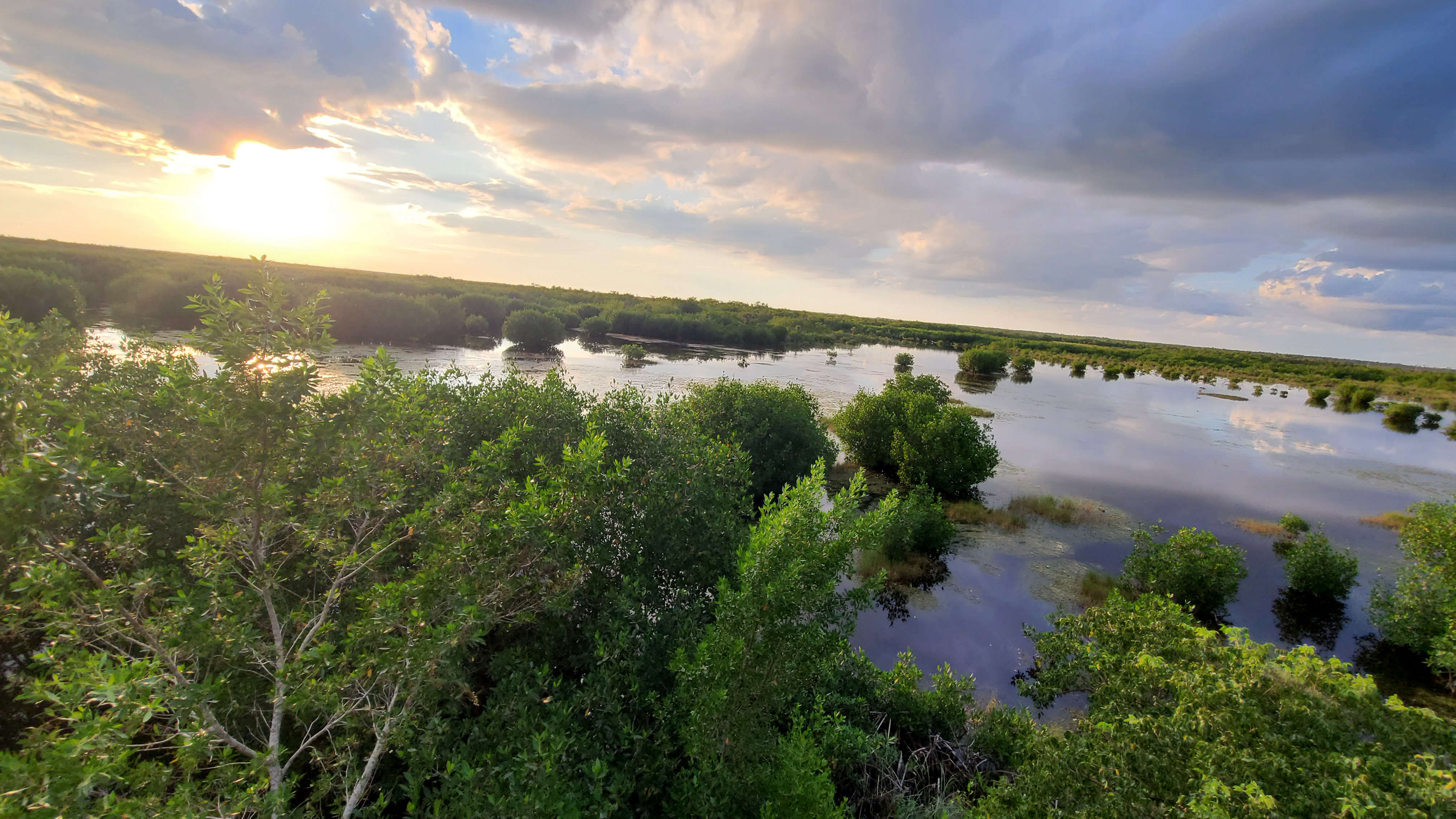
Krajobraz Parku Narodowego Everglades
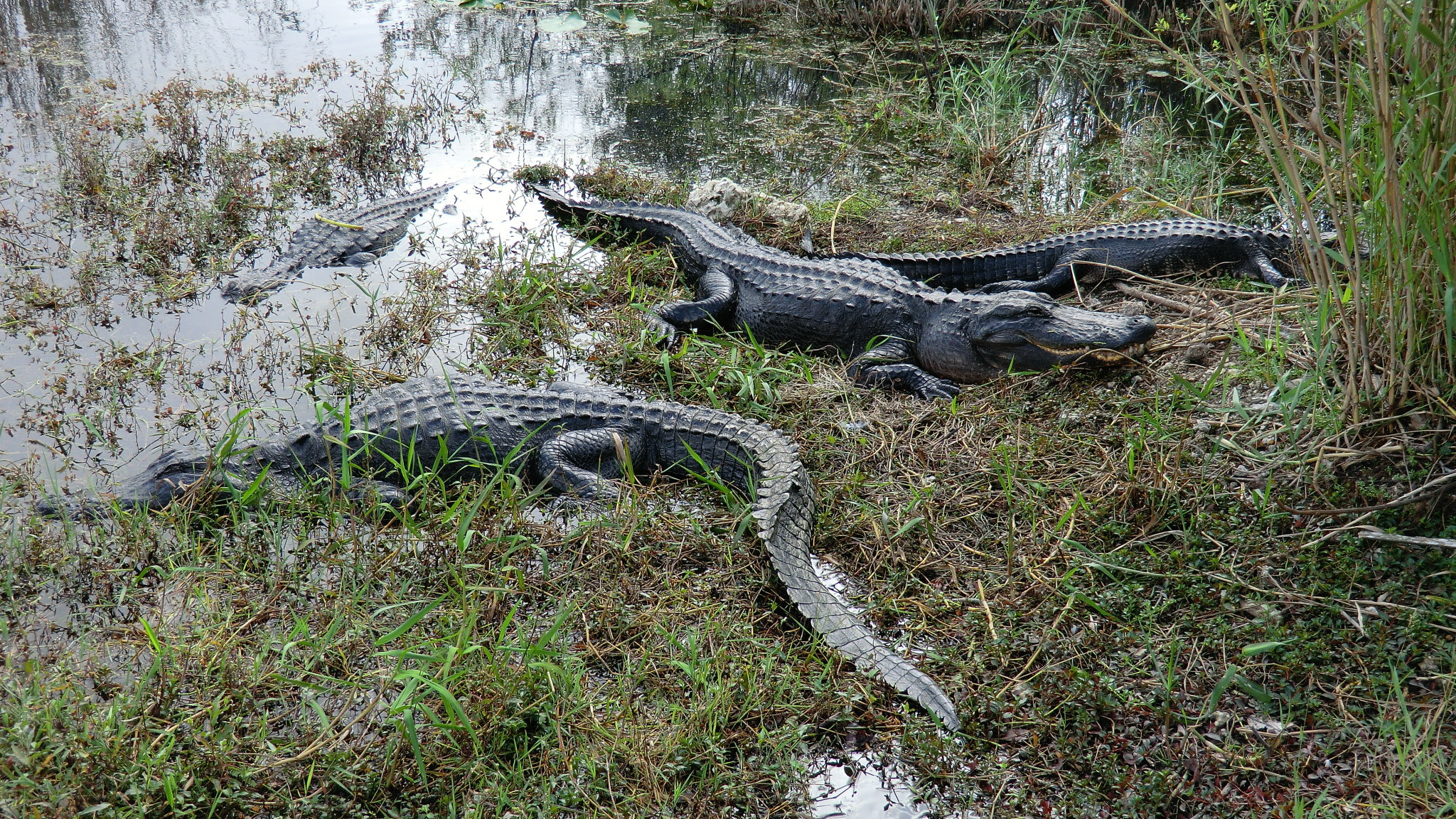
Aligatory na terenie Parku Narodowego Everglades
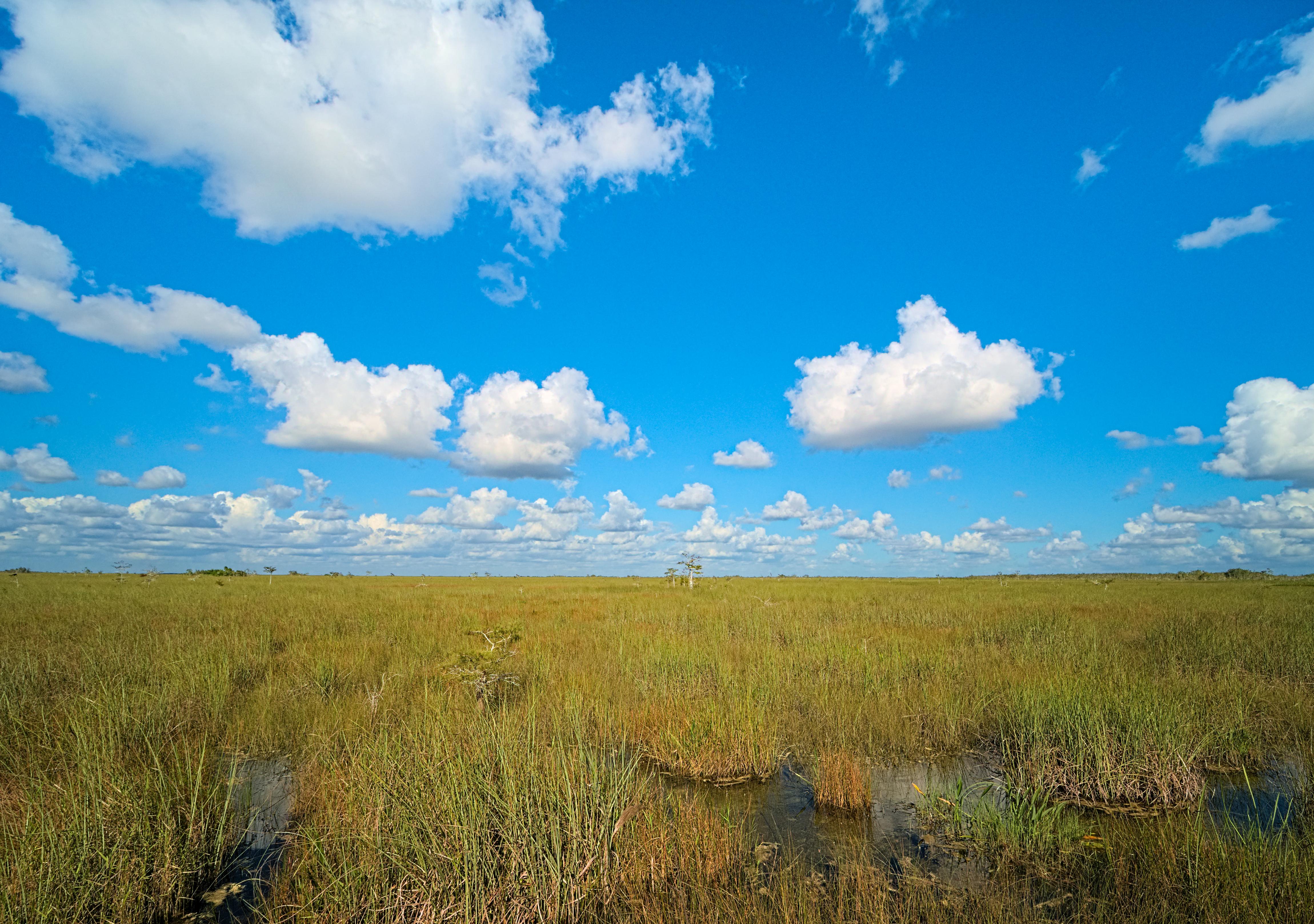
Mokradła Everglades
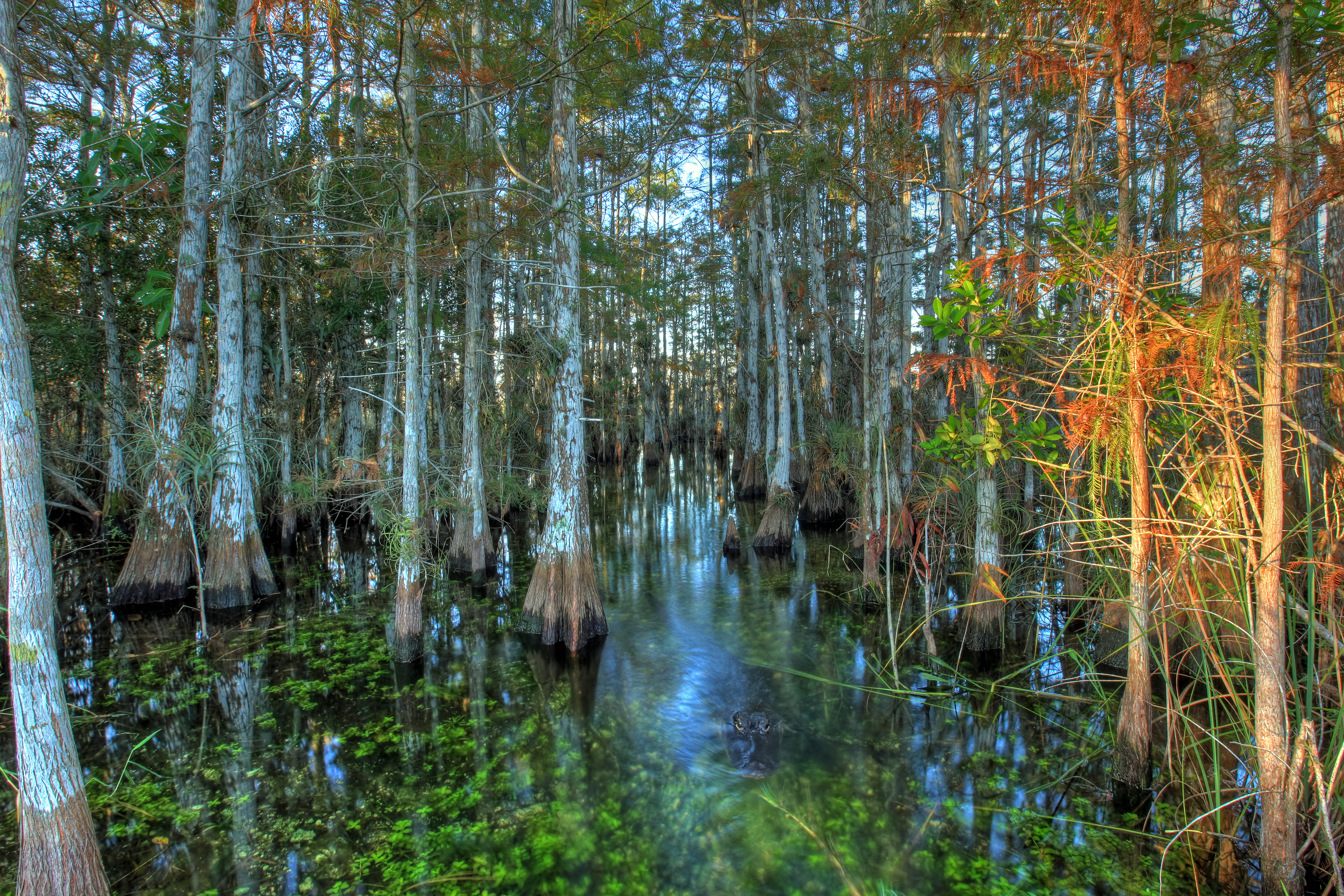
Bagienne lasy cyprysowe
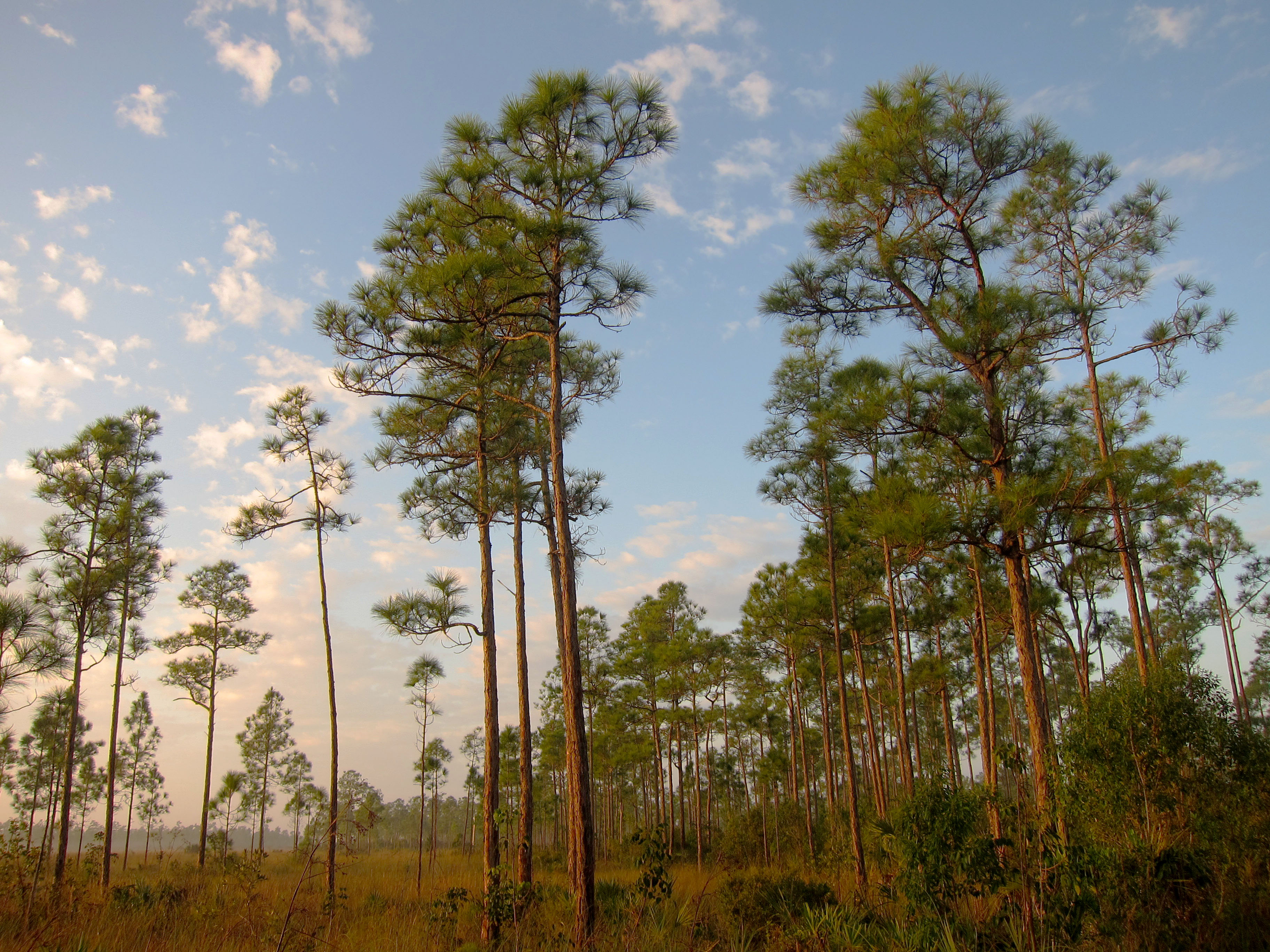
Lasy sosnowe
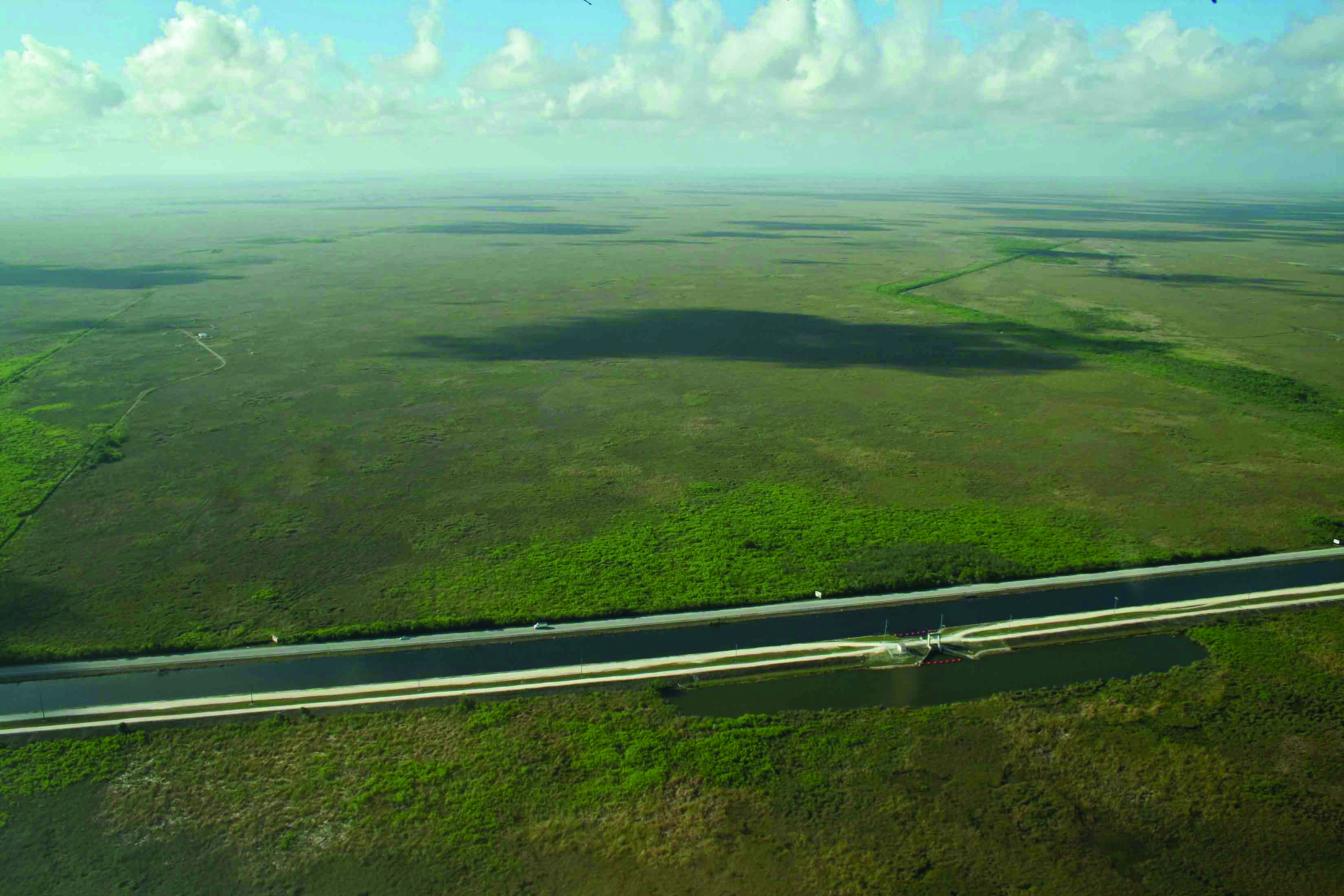
Droga U.S. Route 41(inne języki) przecinająca obszar Everglades ze wschodu na zachód
Kanał melioracyjny na zachód od Miami, pocztówka z przełomu XIX/XX wieku